# Hit N Hide
Hit N Hide (também escrito Hit n Hide e frequentemente abreviado como HNH) é uma banda dinamarquesa de música eletrônica formada em 1997, e que é atualmente liderada pelos cantores Morgan Jalsing e Christina Schack. Eles são bem conhecidos pela música "Space Invaders", que levou o grupo ao primeiro lugar na Dinamarca, além de alcançar o top 20 na Suécia. Em sua formação original, o grupo consistia em Morgan Jalsing e Jeanne C, que deixou o grupo em 1999 devido à uma gravidez.
O grupo foi um projeto de Johnny Jam & Delgado, que trabalhou com Aqua, Daze e Me & My.

## História
Em 1997, um grupo chamado Hit'n'Hide foi formado em Copenhague, que tinha como membros Morgan Jalsing (vocalista), Jeanne C (vocalista), Ringdal e Sune Munkholm Pedersen (como produtores principais). No mesmo ano, foi lançado seu primeiro single "Sundance", que a princípio foi um sucesso de rádio. No entanto, ele não conseguiu alcançar uma posição notável nas paradas musicais. Em 1998, Johnny Jam & Delgado remixou a música e relançou o single. Nesse mesmo ano, outro single é lançado "Partyman", que se tornou um grande hit do Hit'n'Hide, sendo muito tocada em clubes da Europa, além de ter feito bastante sucesso nos clubes da América do Sul. Curiosamente, essa música é confundida como sendo uma canção do Aqua, devido às semelhanças vocais de ambas as bandas. 
Em 1998, foi lançado o terceiro single do grupo "Space Invaders", no qual o grupo se deparou com o enorme sucesso que essa música trouxe. Nesse mesmo ano, é lançado o álbum de estreia do Hit'n'Hide, "On A Ride", que fez bastante sucesso na Escandinávia, tanto que alcançou o status de platina e ouro, além de alcançar a décima posição na Finlândia. A música que fala sobre alienígenas e exploração especial conseguiu por um curto período alcançar a primeira posição na Dinamarca, além de alcançar a posição de número 18 na Suécia e 4 na Noruega. Durante 1999, "World of Dreams" foi lançado como single, embora não obteve tanto sucesso como os três singles anteriormente lançados. Este single marcou como o último single com Jeanne C no Hit'n'Hide, pois ela veio deixar o grupo por razões até então desconhecidas. Mais tarde, foi revelado que Jeanne deixou o grupo devido à uma gravidez. Ela foi substituída por Christina Schack em junho de 1999. Essa substituição foi muito bem recebida pelos fãs.
Durante o ano de 1999, foi lançado o single “Kingdom of Eternity”, o mesmo já aparentava uma certa mudança de estilo. Hit'n'Hide também lançou no ano 2000, “Come, Come, Come”, que ao contrário do single anterior, manteve o estilo bubblegum dance de seu primeiro álbum. Ainda nesse ano, foi lançado o segundo álbum do grupo "Hit'n'Hide" (que leva o mesmo nome do grupo). No entanto, eles mudaram completamente sua imagem e estilo. Hit'n'Hide suavizou sua imagem colorida e infantil que obteve no primeiro álbum, além de ter seu som mais influenciado pela euro-trance. Entretanto, o álbum não teve tanto sucesso quanto o primeiro. Após o lançamento do segundo álbum, o grupo se separou.

## Retorno
Em 2012, foi anunciado que o Hit'n'Hide faria um retorno após 12 anos separados, pois eles estariam fazendo parte da turnê dinamarquesa "We Love The 90s". Nesse ano, lançaram sua mais nova página no Facebook, onde anunciaram que fariam novos lançamentos, com previsão de lançamento em 2014.
Em 2020, eles lançaram seu mais novo single "Space Invaders 2020", embora seu som não seja comparado à produção original de Space Invaders, já que esse single tem influência EDM/Eurodance. Este single alcançou o Top 10 no Dancechart dinamarquês.

## Discografia

#### Álbuns
- On A Ride (1998)

1. "Hit'n'Hide on a Ride"
2. "Sundance"
3. "Space Invaders"
4. "Boomerang"
5. "California"
6. "Partyman"
7. "Doo Run"
8. "True Love"
9. "World of Dreams"
10. "Mr. Melody"
11. "Be My Bodyguard"
12. "Book of Love" (apenas em algumas versões selecionadas)
13. "Superashii Hanabi" (faixa bônus japonesa)

- Hit'n'Hide (2000)

1. "On Stage Tonight"
2. "Come Come Come"
3. "Kingdom of Eternity"
4. "Run Run"
5. "If You Really Want Me"
6. "I Don't Wanna Leave"
7. "Whisper You're Mine"
8. "Stay"
9. "Lonely Raider"
10. "Guardian Angel"
11. "Say Goodnight"
12. "Space Invaders" (2000 Remix)
13. "Come Come Come" (Extended Mix)
14. "Run Run" (Remix)

#### Singles
| "Sundance"                                       | 1997 | — | —  | — | —  | On A Ride  |
| "Partyman"                                       | 1997 | — | —  | — | —  | On A Ride  |
| "Space Invaders"                                 | 1998 | 1 | 27 | 4 | 18 | On A Ride  |
| "Book of Love"                                   | 1998 | — | —  | — | —  | On A Ride  |
| "World of Dreams"                                | 1999 | — | —  | — | —  | On A Ride  |
| "Kingdom of Eternity"                            | 1999 | — | —  | — | —  | Hit'n'Hide |
| "Come Come Come"                                 | 2000 | — | —  | — | —  | Hit'n'Hide |
| "Space Invaders 2020"                            | 2020 | — | —  | — | —  | N/A        |
| "—" isso denota que o single não entrou no chart |      |   |    |   |    |            |